# Religioni a Taiwan
| Religione           | Religioni a Taiwan - censo 2005 | Religioni a Taiwan - censo 2005 |
| Religione           | Number                          | %                               |
| ------------------- | ------------------------------- | ------------------------------- |
| Buddismo            | 8.086.000                       | 35.1                            |
| Taoismo             | 7.600.000                       | 33                              |
| Cristianesimo       | 903.000                         | 3.9                             |
| Protestantesimo     | 605.000                         | 2.6                             |
| Cattolicesimo       | 298.000                         | 1.3                             |
| Yiguandao           | 810.000                         | 3.5                             |
| Tiandismo           | 498.000                         | 2.2                             |
| Miledadao           | 250.000                         | 1.1                             |
| Zailiismo           | 186.000                         | 0.8                             |
| Altre religioni     | 418.213                         | 1.8                             |
| Non religiosi/altro | 4.284.712                       | 18.6                            |
| Popolazione totale  | 23.036.087                      | 100.0                           |

A Taiwan sono praticate diverse religioni. Secondo il censimento del 2005 le maggiori sono il Buddismo (35%) e il Taoismo e la religione tradizionale cinese contati insieme (33%). Il Cristianesimo è la religione del 3.9% della popolazione, mentre una percentuale che sfiora il 10% pratica delle religioni di derivazione taoista o tradizionale (come lo Xiantiandao e il Tiandismo).

## Storia
La colonizzazione cinese di Taiwan iniziata nel tardo XIV secolo portò con sé le religioni praticate sul continente. Durante il dominio giapponese (1895-1945) il governo nipponico tentò di imporre la cultura giapponese alla popolazione di Taiwan, compresa la religione shintoista. Questa politica si intensificò dopo il 1930, ma terminò con la fine del dominio giapponese nel 1945.
Nel primo periodo della Repubblica Cinese le religioni tradizionali furono osteggiate, ma nella successiva Repubblica Cinese di Taiwan le restrizioni vennero completamente rimosse dagli anni 1980.
Da allora il Buddismo e il Taoismo (che nelle classificazioni del governo comprende anche i culti tradizionali) si sono considerevolmente sviluppati sull'isola. Oggi il Paese ospita alcune organizzazioni buddiste che si sono espanse a livello internazionale: tra cui la Fagushan (法鼓山), la Foguangshan (佛光山) e la Ciji (慈濟, meglio nota come Tzu Chi secondo la vecchia traslitterazione).

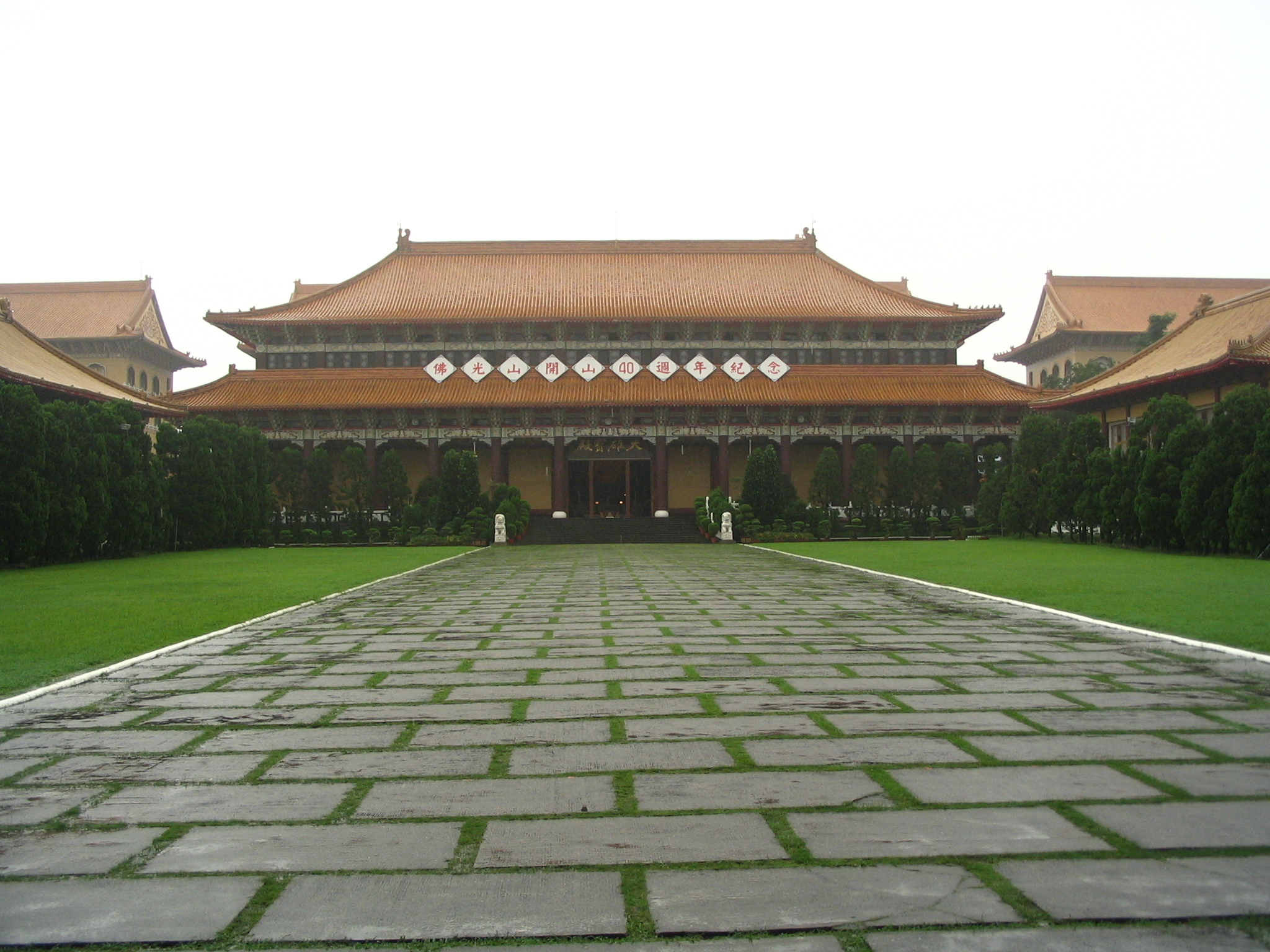
Un monastero buddhista dell'ordine della Foguangshan.

## Statistiche
Secondo i dati del 2005, circa 18.718.600 degli abitanti di Taiwan (81,3% della popolazione) sono credenti, mentre il 14 – 18% è ateo. Delle 26 religioni riconosciute dalla Repubblica di Cina, le più praticate sono il buddhismo (8.086.000, 35,1%), il taoismo (7.600.000, 33%), lo Yiguandao (810.000, 3,5%), il protestantesimo (605.000, 2,6%) e il cattolicesimo (298.000, 1,3%). Tuttavia, secondo il CIA World Factbook e altre recenti fonti dal Dipartimento di Stato Americano o dalla Sezione Affari Religiosi del MOI, dall'80 al 93% della popolazione taiwanese aderisce una qualche forma di "religione tradizionale cinese" che combina insieme buddhismo Mahāyāna, confucianesimo (culto degli antenati) e taoismo.

## Xiantiandao
Lo Xiantiandao ("Via del Cielo Originale") è un gruppo di religioni originatesi in Cina che si considerano continuatrici dell'antica setta nota come "Loto Bianco". Queste religioni sono state legalizzate e si sono notevolmente diffuse a Taiwan a partire dagli anni 1980. Alcuni di tali gruppi sono lo Yiguandao, il Miledadao, l'Haizidao e lo Zailiismo. Lo Yiguandao è la quarta religione più diffusa a Taiwan per numero di aderenti.

## Xuanyuanjiao
Lo Xuanyuanjiao (Wade-Giles: Hsuan Yuan Chiao, "Insegnamento dell'Imperatore Giallo") è un nuovo movimento religioso fondato a Taiwan nel 1957. Racchiude in sé i principi base di Taoismo e Confucianesimo, con elementi anche tratti dalla filosofia del moismo ed enfatizza il sentimento nazionalistico cinese. Lo Xuanyuanjiao si fonda essenzialmente sul credo nel rispetto nei confronti del Cielo — ovvero Dio — e dei defunti. 
La religione ha subito un rapido aumento dei praticanti tra gli anni 1970 e 1980 (da 10.000 a 100.000). Nel 2001 interessava circa lo 0,6% della popolazione di Taiwan. Con la morte del suo fondatore nel 1989 sta seguendo un rapido declino.